# Anna Winlock
Anna Winlock, född den 15 september 1857 i Cambridge, Massachusetts, död den 4 januari 1904, var en amerikansk astronom, som verkade vid observatoriet vid Harvard College. Hon var dotter till Joseph Winlock och Isabella Lane. Liksom sin far var hon räknare och astronom.
När budgeten för observatoriet blev svår att hålla, erbjöd sig Winlock att rycka in, till det låga priset av 25 cent per timme. Hon kom att tillhöra gruppen av “Harward-räknare” tillsammans med bland andra Henrietta Swan Leavitt, Annie Jump Cannon, Williamina Fleming och Antonia Maury. Winlock gjorde den på sin tid mest kompletta stjärnkatalogen över stjärnor vid den norra och södra himmelspolen. Hon gjorde också inträngande studier och kalkyler av asteroider, särskilt 433 Eros och 475 Ocllo.
Winlock var också en av astronomerna som bidrog till den preussiske astronomen Friedrich Argelanders stora projekt med att ta fram en astrometriisk stjärnkatalog ner till nionde magnituden, Astronomische Gesellschaft Katalog (AGK version 1).